# بكر بن عبد الله المزني
بكر بن عبد الله المزني، (- 108 هـ)، تابعي وراوي حديث ثقة ثبت. روى له الجماعة.

## سيرته
بكر بن عبد الله المزني، وكنيته أبو عبد الله البصري، وهو والد عبد الله بن بكر، وقال حميد الطويل: «كان بكر مجاب الدعوة»، سكن البصرة، وكان فقيهًا، مات سنة 108 هـ، وقال علي بن المديني وغيره مات سنة 106 هـ.

## روايته للحديث النبوي
- روى عن: أنس بن مالك، وجبير بْن حية الثقفي، والحسن البصري، وحمزة بن المغيرة بن شعبة، وصفوان بن محرز، وعبد الله بْن رباح الأَنْصارِيّ، وعبد الله بن عباس، وعبد الله بن عمر بن الخطاب، وعدي بن أرطأة الفزاري، وعروة بن المغيرة بن شعبة، وعلقمة بن عبد الله المزني، والمغيرة بن شعبة، والنضر بن أنس بن مالك، ويوسف بن الزبير، وأبي تميمة الهجيمي، وأبي رافع الصائغ، وأبي العالية الرياحي، وأبي المتوكل الناجي.
- روى عنه: إبراهيم بْن عِيسَى اليشكري، وأشعث بن عبد الملك الحمراني، وبكر بْن رستم الأعنق، وثابت البناني، وأَبُو الأشهب جعفر بْن حيان العطاردي، وحبيب بْن الشهيد، وحبيب أَبُو مُحَمَّد العجمي، وحميد الطويل، وداود بن أبي هند دينار القشيري، وأبو عمرو زياد بْن أَبي مسلم، وسَعِيد بْن عُبَيد اللَّه بن جبير بن حية الثقفي، وسَعِيد بْن عُبَيد الهنائي، وسُلَيْمان التيمي، وصالح بْن بشير المري، وصالح بْن رستم أَبُو عامر الخزاز، وعاصم الأحول، وعامر الأحول، وابنه عَبْد اللَّهِ بْن بكر بْن عَبْد اللَّهِ المزني، وعبد الرحمن بْن إِسْحَاقَ الكوفي، وعبد الرحمن بْن ثَابِت بن ثوبان الشامي، وعتبة بْن عَبْد اللَّهِ العنبري، وغالب القطان، وقتادة بن دعامة، ومبارك بن فضالة، ومطر الوراق، ويونس بْن عُبَيد، وأَبُو كعب صاحب الحرير، وابنته أم عَبْد اللَّهِ بنت بكر بْن عَبْد اللَّهِ المزني، وأبو الرحال الأنصاري.[1]
- الجرح والتعديل: ذكره ابن حبان في كتاب الثقات، وقال يحيى بن معين والنسائي: "ثقة"، وقال أبو زرعة الرازي: "ثقة مأمون"، وقال محمد بن سعد البغدادي: "كان ثقة ثبتًا مأمونًا حجة وكان فقيهًا"، وقال العجلي: "بصري تابعي ثقة"، قال علي بن المديني: «له نحو خمسين حديثا».[2]